# Pierre Chalita
Pour les articles homonymes, voir Chalita.
Pierre Chalita (né Pierre Gabriel Najm Chalita à Maceió en 1930 et mort le 30 juillet 2010 à Maceió) est un peintre, sculpteur, dessinateur, professeur et collectionneur d'art brésilien.

## Biographie
Né dans une famille d'immigrants libanais, il est architecte par la Faculté d'Architecture de Rio de Janeiro.
Il a étudié aussi à l'Académie de Beaux-Arts San Fernando (Madrid – 1957) et à l'École de Beaux-Arts à Paris (1958).
L'UNESCO l'a choisi pour être le chef-décorateur-chef du film Les Mimes Orientaux et Occidentaux, de Jan Doat et Paul Bordry (Paris – 1960).
Son œuvre est marquée par le tragique de la condition humaine, par l'exaltation du sentiment, par le chaleur de la chair.
La séduction du mouvement et la profusion des couleurs sont toujours présentes dans son monde et dans ses allégories pictoriques.
Il a aussi illustré plusieurs œuvres littéraires, dont Um Gosto de Mulher (poésie) et Vida, Paixão e Morte do Irmão das Almas (nouvelle), de Carlos Méro.
Fondateur de la Fondation Pierre Chalita, il vit dans sa ville natale (Maceió), où il vit avec sa femme, Solange Lages Chalita, poète, essayiste et critique littéraire brésilienne.